# Music Technology Group
Music Technology Group (MTG) és un grup de recerca del Departament de Tecnologies de la Informació i la Comunicació de la Universitat Pompeu Fabra, de Barcelona. Va ser fundat el 1994 pel seu actual director, Xavier Serra, i està especialitzat en investigació del so i computació musicals, sent ja el 2006 un dels més importants del món.
A més dels resultats acadèmics estàndard en forma de publicacions acadèmiques i docents, un dels objectius principals de l'MTG és promoure la transferència de tecnologia. Amb aquesta finalitat, l'MTG col·labora amb empreses com Yamaha o Microsoft Research per desenvolupar noves tecnologies, promou produccions artístiques a través del Projecte Phonos, ha creat tres companyies spin-off per comercialitzar algunes de les tecnologies desenvolupades, BMAT, Reactable Systems, i Voctro Labs i ha desenvolupat i mantingut les tecnologies disponibles per a tothom, com Freesound. Algunes de les tecnologies desenvolupades han tingut un gran impacte, com ara Vocaloid, Reactable o Freesound.